# Bisexual lighting

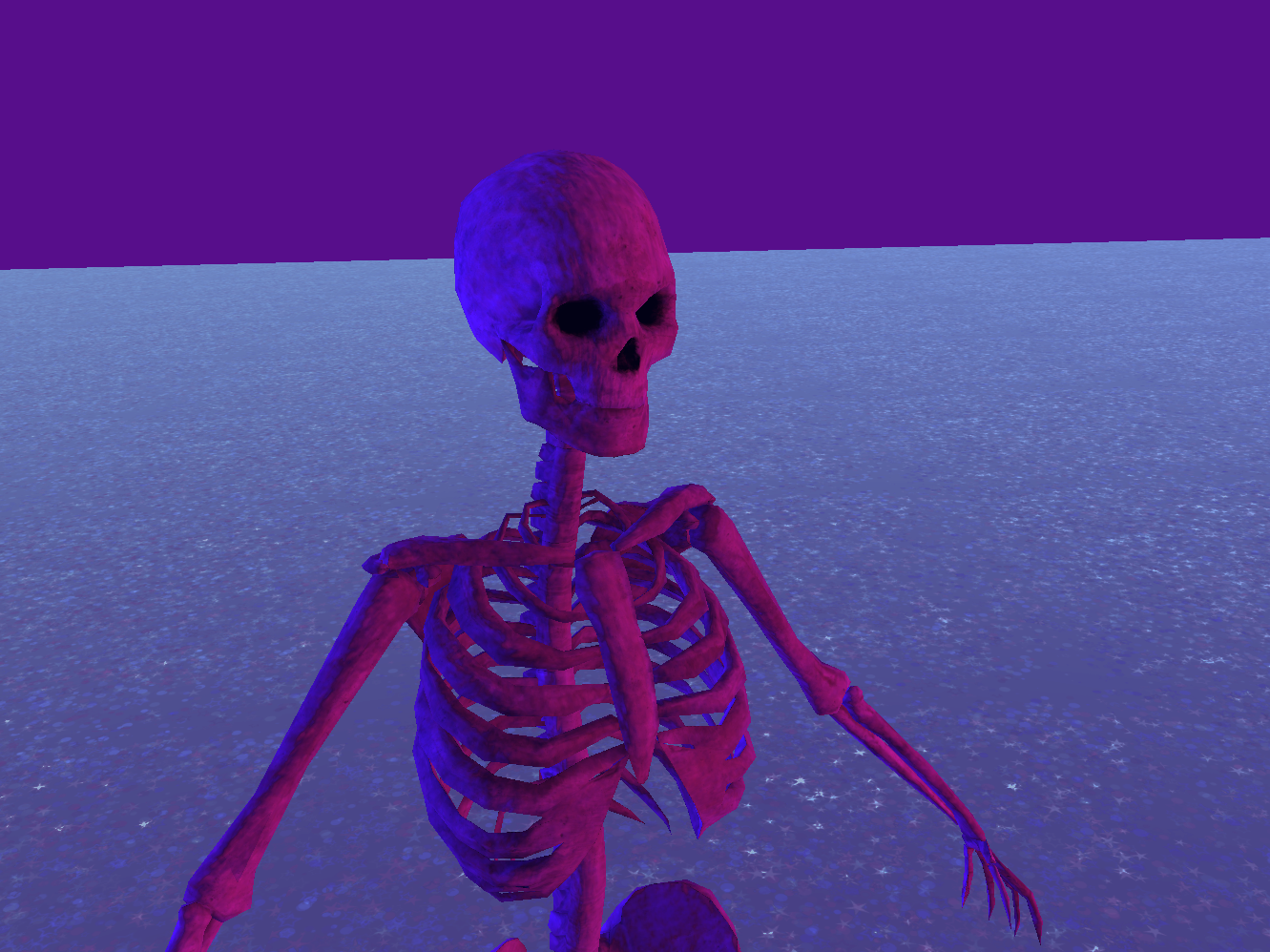
Render 3D szkieletu z wykorzystaniem bisexual lighting

Bisexual lighting (pol. oświetlenie biseksualne) – jednoczesne użycie światła różowego, fioletowego i niebieskiego podczas prezentowania postaci biseksualnych. Wykorzystywane w oświetleniu studyjnym, co można zaobserwować w kinematografii różnych filmów. Kwestionuje się, czy technika ta istnieje jako zjawisko ogólnie rozpowszechnione.
Niektórzy komentatorzy wskazywali na różowo-niebieską kolorystykę jako tylko i wyłącznie nawiązanie do estetyki lat 80., przez wykorzystanie neonów.

## Symbolika

Flaga dumy biseksualnej, która wykorzystuje kolory różowy, fioletowy i niebieski

George Pierpoint z BBC News pisze, iż niektórzy użytkownicy mediów społecznościowych twierdzą, że biseksualne oświetlenie jest używane jako forma przeciwdziałania ogólnie postrzeganej niedostatecznej reprezentacji biseksualności w mediach. Kolory mogą być bezpośrednim odniesieniem do flagi dumy biseksualnej. Trend ten zyskał na popularności w społeczności LGBT w 2017 roku, szczególnie na serwisach społecznościowych Twitter, Reddit i Pinterest. Nicky Idika z PopBuzz napisała, że bisexual lighting „stało się ugruntowaną częścią biseksualnych opowieści w mediach”. I chociaż The Daily Dot kwestionowało, czy to znaczenie estetyczne czy kulturowe było pierwsze, ostatecznie doszło do wniosku, iż na stałe fenomen powiązany będzie z biseksualizmem. Pantone wybrało „Ultra Violet” jako kolor 2018 roku, co według BBC odzwierciedla rosnące wykorzystanie tego schematu.
Amelia Perrin skrytykowała trend używania takiego oświetlenia, gdy biseksualne postacie pojawiają się w telewizji i teledyskach, argumentując w Cosmopolitan, że utrwala to stereotypy o biseksualistach. Perrin twierdzi, że ten rodzaj oświetlenia jest zwykle wytwarzany przez neony, które sugerują widzom „kluby i parkiety”, a to oznacza, że „biseksualne związki i relacje to tylko »eksperymenty« i coś, co dzieje się wtedy, gdy jest się pijanym w trakcie wyjścia na miasto.”

## Wykorzystanie w mediach

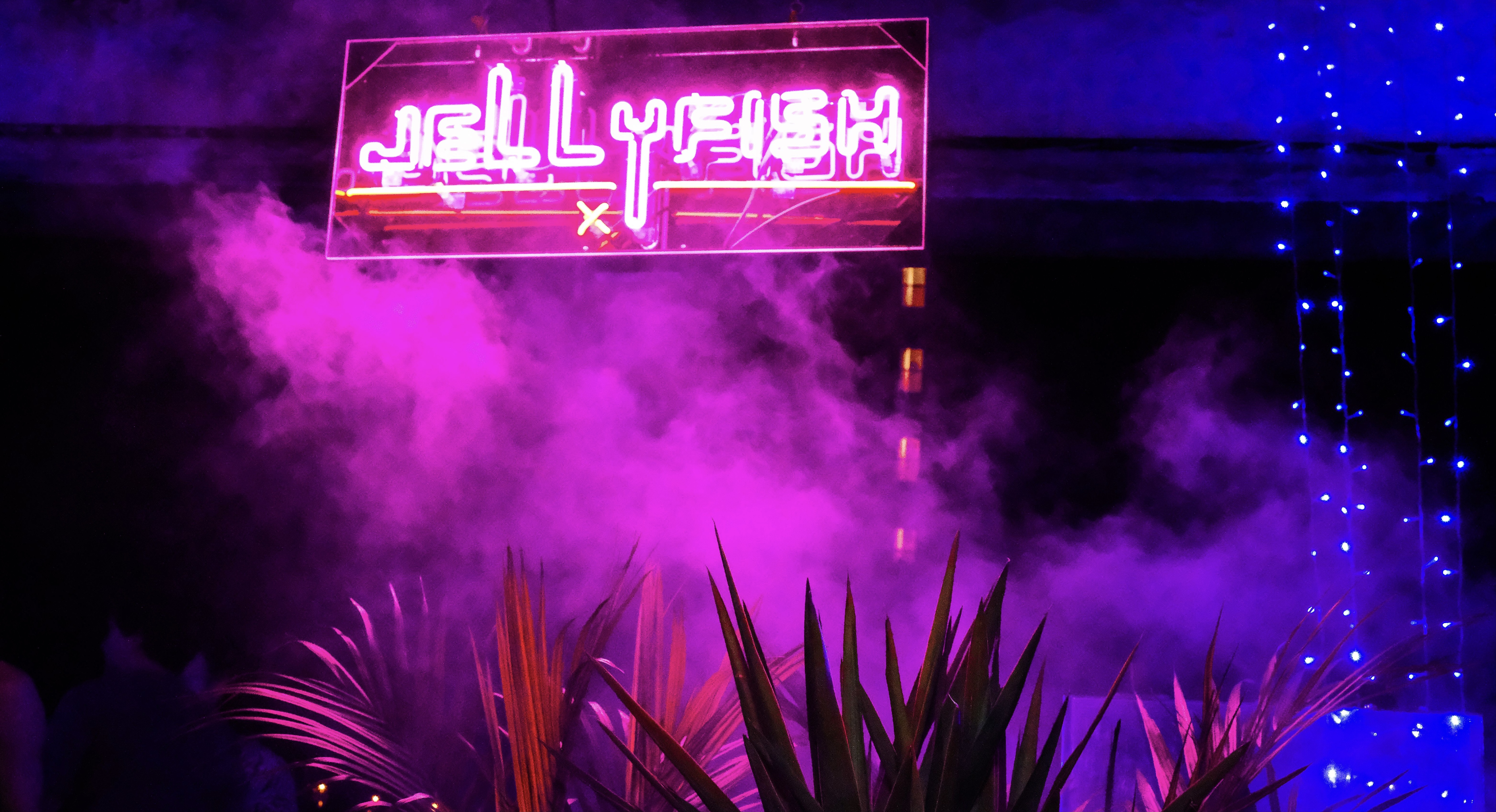
Impreza taneczna z biseksualnym oświetleniem

Według Pierpointa, ta estetyka wizualna mogła zostać wykorzystana już w 2014 roku w serialu telewizyjnym Sherlock, nawiązując do spekulowanych ukrytych zainteresowań postaci dr Watsona. Oświetlenie zostało wykorzystane w wielu mediach telewizyjnych i filmowych, zazwyczaj w scenach z postaciami biseksualnymi. Neon Demon, Atomic Blonde jak i Czarna Pantera są przykładami zastosowania oświetlenia w kolorze niebieskim, różowym i fioletowym. Również, wielokrotnie nagradzany odcinek Black Mirror – „San Junipero” wykorzystał tą estetykę. Trzeci odcinek Lokiego przedstawia to oświetlenie w scenie, w której tytułowy bohater ujawnia swoją biseksualność.
Biseksualne oświetlenie pojawia się również w teledyskach Janelle Monáe oraz Demi Lovato. Ponownie, termin ten został użyty do opisania niektórych elementów wizualnych w teledysku „Panini” Lil Nas X we wrześniu 2019 r., a obecność biseksualnego oświetlenia w „Lover” Taylor Swift została zaproponowana przez Cosmopolitan jako dowód na poparcie teorii fanów o biseksualnym wydzwięku albumu, opartej na niejednoznacznych tekstach utworów.
Lara Thompson, wykładowczyni filmu na Middlesex University, twierdzi, iż bisexual lighting nie jest rozpoznawalne, stwierdzając: „Musiałabym zobaczyć o wiele więcej przykładów, zanim uznam bisexual lighting jako faktycznie zachodzące zjawisko”. Według Lillian Hochwender, piszącej w Polygon, „Bisexual lighting i związane z tym zjawiskiem kolory wydają się wszechobecne, nawet gdy nie ma w nich śladu powiązania z biseksualizmem... Są to kolory magii w fantasy, obce krajobrazy w science fiction czy też neonowe oświetlenie cyberpunkowych scenerii i klubów nocnych. Tak więc, podczas gdy użytkownicy Twittera oraz recenzenci zauważają bi‑lighting w John Wick 3, Blade Runner 2049, Color Out of Space czy Spider-Man: Into the Spider-Verse, często stoi za tym kompletnie nie biseksualne przesłanie.”
W 2018 roku wykorzystanie oświetlenia biseksualnego stało się popularnym memem na Twitterze.